# Общий римский календарь Пия XII
Общий римский календарь Пия XII — календарь святых, в котором перечислены праздники в том виде, в каком они были на 1955 год. В 1955 году Папа Пий XII внёс несколько изменений в Общий римский календарь 1954 года, эти изменения оставались в силе до 1960 года, когда Папа Иоанн XXIII издал указ о новой редакции Общего римского календаря (см. Общий римский календарь 1960 года). Таким образом, изменения, внесенные Папой Пием XII, оставались неизменными всего пять лет.
Пий XII внёс эти изменения декретом «Cum nostra hac aetate» от 23 марта 1955 года.

## Ранг праздников
Степень и чин «Полудвойного праздника» были отменены, а литургические дни, ранее отмечавшиеся этим чином, должны были совершаться чином «Простого праздника», за исключением вигилии Пятидесятницы, которое было возведено в чин «Двойного праздника».

## Воскресенья
Воскресенья Адвента и Великого поста, а также последующие за Белым воскресеньем, а также воскресенье Пятидесятницы должны были отмечаться как «Двойные праздники первого класса», превосходя все праздники; но когда «Праздники первого класса» происходили во второе, третье или четвёртое воскресенье Адвента, праздничные Мессы были разрешены, за исключением конвентуальной Мессы. Воскресенья, ранее отмечавшиеся чином «Полудвойного праздника», были повышены до чина «Двойного праздника». Не было никаких препятствий для проведения или возобновления воскресной службы и Мессы. Праздник, название или любое таинство Господа, выпадающее на воскресенье ежегодно, должно было отныне занять место воскресенья, а последнее просто воспоминалось.

## Вигилии
Вигилия Рождества Христова и вигилия Пятидесятницы были привилегированными вигилиями. Вигилия Вознесения Господня, Вознесения Пресвятой Девы Марии, Святого Иоанна Крестителя, Святых Петра и Павла и Святого Лаврентия должны были быть обычными вигилиями, и, если они происходили в воскресенье, их не следовало ожидать, но просто опускать. Все остальные вигилии, в том числе отмеченные в отдельных календарях, были отменены.

## Октавы
Подлежало празднованию только октавы Пасхи, Рождества и Пятидесятницы, все остальные, происходящие либо в универсальном, либо в партикулярном календаре, были исключены. Дни в октавах Пасхи и Пятидесятницы были возведены в чин «Двойного праздника», имели приоритет над всеми праздниками и не допускали воспоминаний. Но дни Октавы Рождества, хотя и чина «Двойного праздника», продолжали служиться по-прежнему.
Со 2 по 5 января, если не было какого-либо праздника, богослужение должно было проводиться в рамках текущей ферии в чине «Простого праздника». Месса должна была быть такой же, как и 1 января, но без Кредо и специальных коммуникантов.
С отменой октавы Богоявления дни с 7 по 12 января стали ежегодными фериями (в чине «Простого праздника»); до воскресенья, следующего за Богоявлением, Месса должна была быть такой же, как и на Богоявление, но без Кредо и без особых «коммуникантов»; после воскресенья должна была состояться воскресная месса (которой в само это воскресенье постоянно «мешал» праздник Святого Семейства). 13 января должно было отмечаться празднование Крещения Господня в чине «Великого Двойного праздника», используя для службы и Мессы те, которые ранее были произнесены в октаве Богоявления. Но если 13 января приходилось на воскресенье, служба и Месса должны были быть служением «Праздника Святого Семейства» без какого-либо празднования Крещения Господня.
Дни от Вознесения Господня до вигилии Пятидесятницы стали праздниками Пасхи (в чине «Простого праздника»); Месса должна была быть Мессой праздника Вознесения, но без Кредо и особых коммуникантов (даже в пятницу перед Пятидесятницей, где до сих пор нужно было служить воскресную мессу). Дни упразднённых октав праздников Тела и Крови Христовых и Святейшего Сердца Иисуса стали ежегодными праздниками.

## Праздники Святых
Праздники святых, ранее отмечавшиеся в чине «Полудвойного праздника», должны были трактоваться как праздники «Простого чина», а ранее отмечавшиеся в чине «Простого праздника» сводились к воспоминаниям. Если какой-либо праздник не первого или не второго класса происходил во время праздников Великого поста и Страстного времени, с Пепельной среды до субботы перед Пальмовым воскресеньем, Служба (если читалась в частном порядке) и Месса могли быть либо ферией, либо праздником.

## Изменения, связанные со Святым Иосифом и другими
Отдельным декретом от того же 1955 года Папа Пий XII учредил праздник «Святого Иосифа Труженика» 1 мая, перенеся праздник «Святых апостолов Филиппа и Иакова» с 1 мая, где он был с VI века) на 11 мая и упразднил «Торжество святого Иосифа, обручника Пресвятой Девы Марии», которое после декрета Папы Пия IX от 10 сентября 1847 года отмечалось во вторую среду после октавы Пасхи.